# Гротті
Гротті (давньоісл.-Hrotta) — меч Сіґурда (Зіґфріда), знайдений ним разом з іншими скарбами в лігві вбитого ним дракона Фафніра, згадується в «Старшій Едді», «Молодшій Едді» та «Сазі про Вьольсунґів».

## Історія меча
Меч Гротті належав Грейдмарові; його син Фафнір, вбивши Грейдмара, взяв собі його Страхітливий Шолом та меч: «По тому Фафнір взяв шолом, який належав Грейдмарові, й одягнув собі на голову, — і це був Страхітливий Шолом — все живе лякалось, побачивши його, — й іще взяв меч Гротті».
Після того, як Сіґурд вбив дракона Фафніра, а по тому й Реґіна, свого вихователя й брата Фафніра (випивши крові Фафніра, Сіґурд почав розуміти тварин та птахів, й синиці сказали йому, що Реґін збирається вбити його через скарб Фафніра), він вирушив до лігва змія, укріпленого залізом. В лігві дракона Сіґурд знайшов скарби, серед яких були Страхітливий Шолом, золота кольчуга й меч Гротті: «Там Сіґурд знайшов дуже багато золота й сповним ним дві скрині. Там він узяв Страхітливий Шолом, золоту кольчугу, меч Гротті й багато скарбів й навантажив всім цим Ґрані»; «Сіґурд знайшов там дуже багато золото й меч той Гротті, й там узяв він Страхітливий Шолом та золоту броню, й купу скарбів.»

## Назва меча
Ім'я Гротті (Hrotta) зазвичай порівнюється з іменем меча з «Беовульфа» — Грунтінґом (Hrunting).